# Сигиляш
Сигиляш — река в Пермском крае России. Устье реки находится в 6,5 км по левому берегу Сайгаткинского залива Воткинского водохранилища. Длина реки составляет 16 км.

## Данные водного реестра
По данным государственного водного реестра России относится к Камскому бассейновому округу, водохозяйственный участок реки — Кама от Камского гидроузла до Воткинского гидроузла, речной подбассейн реки — бассейны притоков Камы до впадения Белой. Речной бассейн реки — Кама.